# Gerardo Canfora
Gerardo Canfora (Nocera Inferiore, 3 agosto 1963) è un ingegnere italiano.
È rettore dell'Università degli Studi del Sannio dal 2019.

## Biografia
Nato nel 1963, nel 1989 si è laureato in Ingegneria elettronica presso l'università degli studi di Napoli Federico II. Ha iniziato la sua carriera accademica nel 1990 con il Consiglio Nazionale delle Ricerche. Nel 1992 è stato visiting researcher presso l'Università di Durham. Successivamente, è stato ricercatore presso l'Università degli studi di Salerno e dal 1998 professore associato presso l'Università di Benevento.
Ha progettato ed ideato il Centro di Eccellenza sulle Tecnologie del Software a Benevento, di cui n'è stato il direttore dal 2001 al 2007.
Dal 2009 al 2015 è stato membro del Consorzio Interuniversitario Nazionale per l'Informatica, mentre dal 2012 al 2015 è stato membro del Consiglio di Amministrazione della Società Consortile Centro di Competenza e dal 2012 al 2017 membro del Consiglio Generale del Consorzio per l’ASI di Benevento.
Fino al 2019 ricopriva la carica di delegato del rettore per poi diventare rettore dell'ateneo di Benevento. Dal 2024 è stato insignito del titolo di ufficiale dell'Ordine al merito della Repubblica italiana. Dal 2025 è stato nominato membro del Consiglio di Amministrazione del Consortium GARR.
La sua ricerca, concentrata sull'Ingegneria del Software, ha portato alla pubblicazione di oltre 200 lavori.